# Jokelyn Tienstra
Jokelyn Nynke Tienstra (Borculo, 10 oktober 1970 – Xanten, 8 december 2015) was een Nederlandse handbalkeepster en kaatsster.
Tienstra werd geboren in het Achterhoekse Borculo, maar groeide op in het Friese Sint-Annaparochie, waar zij begon als 10-jarige bij het plaatselijke SGK'47.
Tienstra nam 175 keer deel namens Nederland aan interlands, waaronder drie wereldkampioenschappen en twee Europese kampioenschappen. 
Van 1985 tot en met 1994 kaatste Tienstra op het hoogste niveau en "won alles wat er maar te winnen viel".
Na haar actieve carrière als handbalster raakte ze als keeperstrainer jarenlang betrokken bij het Nederlandse damesteam. Uiteindelijk werd zij hoofd van de HandbalAcademie bij het Nederlands Handbal Verbond (NHV).
Jokelyn Tienstra vertegenwoordigde clubs die aan de Nederlandse, Noorse, Deense, Spaanse en Duitse liga's deelnamen. Ze maakte deel uit van het Nederlandse team dat vijfde eindigde in het Wereldkampioenschap handbal vrouwen 2005 en wordt beschouwd als een van de beste Nederlandse handbalkeepsters.
In 2008 overleefde Tienstra een auto-ongeluk waarbij zij achter het stuur instortte vanwege een epileptische aanval. Artsen vonden een ernstige hersentumor als de oorzaak van de instorting en ze werd in 2009 geopereerd. De tumor kwam later echter terug en ze stierf in 2015 op 45-jarige leeftijd na een lange ziekte, vanwege deze tumor.
In 2012 gaf de Hersenstichting Nederland filmmaker Bob Kukler de opdracht een documentaire te maken over Tienstra. De titel van deze documentaire is Over de grens. De documentaire is ook bekend onder de Friese titel Oer de grins. (Fryslân DOK, Omrop Fryslân).